# オメガ7
『オメガ7』（オメガセブン）は、小林源文の漫画作品シリーズ。

## 概要
日本の架空特殊部隊「オメガ」と、その隊員達の活躍を描いた軍事フィクション。
今日までにオメガ7シリーズが4作、一般漫画雑誌（ウルトラジャンプ）向けにリファインした「オメガJ」が出版されている。
2013年5月から軍事情報雑誌『ストライクアンドタクティカルマガジン』にて『奪還オメガ7』が連載中。

## 設定
オメガとは、日本の国益を守る為に創設された元自衛官などで構成された超法規的特殊部隊。表向きの名称は「防衛庁第4技術研究所」。
その任務は、独自の人質救出作戦、国益を損なう人物や物証の抹消、テロの報復など表沙汰になれば重大な政治問題、国際問題に発展しかねない危ない物ばかりである。
作戦の障害になると判断した場合は、同盟国や国連の部隊であっても排除することを許されている。交戦規定は常に「捕虜を取らない、捕虜にならない」
副題こそ「自衛隊特殊部隊」となっているものの、実在する自衛隊特殊部隊である陸上自衛隊特殊作戦群や海上自衛隊特別警備隊とは全く別系統の自衛隊「非正規」特殊部隊であり、彼らの身分も自衛官ではない。防衛省上層部も表向きにはオメガの存在を一切認めていないため、オメガ隊員は実質的にこの世に「存在しない」ことになっている。
部隊章はスペードにΩのギリシア文字を重ね、その上に「OMEGA」の英字。

## 登場人物
あとがきによると、ほとんどの人物は作者の友人・知人をそのまま使っているとのこと。特に佐藤は同名の作家、中村は作者のアシスタントがモデルである。
オメガ
- 小松（オメガ7）

本作の主人公。自衛官であったが、退職後にクレジットカードで破産。加えて多重債務を背負い込み、その借金のカタとしてオメガに半ば強制的に参加させられている。「俺たち自衛隊じゃねえもん」と言いつつも自衛隊桜星章つきのベレーを被り、首にはブラックのメッシュスカーフを巻いたスタイルが特徴。当初こそ何かに長けているわけでもなかったが、物語の中盤から後半にかけては新人隊員に的確な教育指導を施し、数々の戦場を生き残ってきた特殊部隊員としての経験と能力の高さを見せ付けた。強大な敵勢力に対し素直に「怖ェ」と心情を吐露するなど人間臭い台詞が多い。1990年代当時の流行語「チョベリバ」を知らず、後述の田中に突っ込まれるなど世間の流行には疎い様子。好きなものはパチンコとソープランド。楽そうだからと棒フリ警備員に憧れている。仲間にはつっけんどんながら面倒見の良さも見せる反面、敵の重傷者を嬲り者にする（幼児のような）残忍さも持ち合わせている。メインウェポンはMP5SD6およびM4。射撃は不得意なため、ナイフなどを使った近接戦闘や弾幕による制圧を行うことが多い前衛（ポイントマン）を務めている。
- 平岡（オメガ8）

小松のチームの一員で小松のパートナー。彼も経済的に苦しんでおり、住宅ローン返済のためにオメガに参加している。子持ちの既婚者であるが離婚を迫られたようで、その妻は借金返済のために風俗店で働いている。メインウェポンはMP5SD6。時に後方から、時に隣で小松をサポートする相棒にして友人。神経が太く、飛行中のヘリ機上ですら居眠りできるが、緊張からいらだった小松にいつも邪魔されている。大学中退であり経済知識に長けており「楽そうでいいな」と道路工事の棒フリ警備員に転職したがる小松を「そんな稼ぎじゃ風俗いけないぞ」と諭すなど現実主義者的な側面が強い。いわば小松がボケ役なら平岡は突っ込み役。
- 田中（オメガ20）

小松のチームの一員。以前は新人であったが物語が進み、末次、吉岡の入隊により中堅的な立場にある。複数の女性を妊娠させたあげく賠償を迫られ、その返済のためオメガに参加している。新人時代は小松にたかられたり荷物持ちを命じられる事が多かったが、最近では抵抗する面も見せる。当初はヘリ搭乗時や仲間の無残な遺体を目にするたび「ゲロッ」と嘔吐していたが、物語後半では敵勢力に誘拐殺害され無残な姿で帰ってきた元警察官僚の今村の遺体を笑顔で処理するなど精神的に成長した様子。ミリタリーオタクであり各国の兵器に詳しい。コンピューターウイルスの作成もお手の物。女から逃げているときに棒フリ警備員をやっていた。メインウェポンは、当初はM-16A1&M203、後に89式小銃改（レイルシステム付き）&M203。
- 班長（本名不明。オメガ5）

チームの班長。ポル・ポト派に対する報復作戦中に、敵が投げ込んできた手榴弾に身を投げ、仲間をかばい死亡。オメガJでは至近距離での銃撃戦で致命傷を負い、仲間を逃がすため単身戦闘を続けて捕まった際に、焼夷手榴弾で敵を巻き添えにして自爆。小松が言うには、奥さんには逃げられたらしい。メインウェポンは5.56mm機関銃MINIMI。
- 河原（オメガ5）

戦死した前任者（上述）を引き継いだ後任のチーム班長。元オリンピック射撃競技の日本代表。部下の連帯保証人になったことにより複数件の借金を背負い、射撃の腕を見込んだ佐藤2佐からオメガへの入隊を勧められた。射撃場で小松にわざとヘタクソな射撃を見せた上で賭け射撃を持ちかけ、まんまとハメられた小松は河原に数万円を支払うことになった。しかし、小松や平岡の方が実戦経験が豊富なため彼らの扱いには苦労している。サプレッサーおよび光学照準器装備のMP5PDWを使用。
- 梅本

オメガの作戦指揮官。身分は正規の自衛官。階級は初登場時3等陸佐で、回を追うごとに昇任しVol.5時点で1等陸佐。あまり部下から信頼されていないようである。作戦の説明中、よく小松たちが私語をするので困っている。
- 末次

小松のチームの一員。新たに入隊した新人で、400-500m先の敵をスコープ無しで命中させるなど射撃に長けている。博打や風俗でできた負債で篠原に紹介されオメガに参加。口癖は「はぁ」。メインウェポンは89式5.56mm小銃。
- 吉岡

小松のチームの一員。末次と同様の新人で、自衛隊の除隊後にススキノのホストをしていた過去を持つ。しかし、常連のツケを全て背負わされ、闇金の保証人にされたためにオメガに参加。襲撃を受けた村の子供の遺体を埋葬するなど優しい一面を見せるが、後に武装グループとの戦闘にて死亡。メインウェポンは89式5.56mm小銃→5.56mm機関銃MINIMI
- 橋立

Vol.4から登場する女性隊員。元は南スーダンに派遣された国連職員で、行方不明になっていたところをオメガに救助される。その後いかなる理由か不明だがオメガに入隊。某自衛隊演習場におけるサバイバル訓練前の所持品検査では、教官役の小松らの前に男子隊員とともに平然と全裸で整列したり、戦闘での活躍ぶりから「アマゾネスだな」とその女傑ぶりを小松は評している。作中のセリフでは名前はほとんどがカタカナで表記される。
調査部
- 佐藤大輔

小林作品の常連。身分は正規の自衛官で、階級は2等陸佐。オメガを裏から操る、ある意味ではもう一人の主人公。本作では自衛隊調査部別室に所属しており、世界各国で情報収集に当たっている。そのコネクションはロシアの将軍や韓国情報部の高級幹部から、南米麻薬カルテルのボスまで極めて広い。一応は国益に則って行動しているようであるが、表沙汰に出来ないビジネスや、本来の任務に便乗した遊興（本人いわく「別任務」）にも色々荷担しているらしい。彼に利用された人間は口封じのため、たいてい殺害など不幸な結末をたどる。小松がカード破産したのも実は佐藤の策略であった。コーヒーの温度はきっかり85℃で、豆にもジャマイカ産との指定あり。名家の女性と結婚しており子供もいるが、その顔の恐ろしさから子供や猫のミミにまで恐れられ、どちらからもギャーと泣き叫ばれる始末。口癖は「カスはなにやってもカスだ」「無知と貧困は人類の大罪だ」。
- 中村正徳

佐藤の部下。正規の自衛官で、階級は3等陸曹。高校中退。英検4級。やはり小林作品の常連。強者に弱く、弱者に強い性格。佐藤にこき使われ理不尽な虐待を受けており、わざと敵に捕らえられる、故意に情報をリークさせられるなどの極めて危険な任務を佐藤に強要される。そのためか常に「畜生! いつか殺してやる!」とつぶやいており、一度などは本当に佐藤を背後からワルサーMPLで撃とうとしたが、安全装置の解除ミスを佐藤に見抜かれ失敗した。なお、このときはカスはなにやってもカスだとの叱責だけで済んだ。そんな彼も射撃能力は高く、活かす機会はめったに無いものの、場合によっては敵の進行を的確に阻止して佐藤にその腕を評価されることもある。オメガ入隊前の小松が恋人（キャバクラ嬢）の浮気に腹を立て、彼女を絞殺しようとしていたところをスタンガンで制止した過去がある。（もっとも佐藤の命令で彼女を小松にけしかけて破産に追い込んだのは中村であった）中村自身は小松との間に蟠りを感じていないようだが、小松からはいまだに根に持たれているのか、意味もなく殴られるなどの描写がある。
その他関係者
- 斉藤三弥

統合幕僚会議議長。小林作品の常連。オメガ設立の立役者の一人。部下（自衛官）を息子に例えるほど部下思いである反面、安全保障問題にうとい政治家を苦々しく思っているようでありしばしば内閣閣僚と衝突している。オメガ部隊の実質的な総責任者という立場にある。防衛省本省にロケット弾が撃ち込まれた際に重傷を負っている。
- 小林陸将

現状を語る立場で斉藤と共に登場する事が多い。オメガ部隊へ実質的な指令を下す立場にある。また、佐藤2佐の直属の上司でもある。
- 篠原常一郎

いわゆる「ブラック」の債務処理を扱う弁護士。債務を抱えた自衛官や退職自衛官を佐藤に紹介している。裏稼業として借金の取り立てを行っている。口癖は「借りた物は返す。人間の常識」。

## 小火器
- MP5SD6
- M4カービン
- HK51
- HK94
- M16
- M203
- 9mmけん銃 - フロント、リアサイトの大型化、サプレッサーアタッチメントの追加などがなされた特別仕様。
- SIG SAUER P228 - オメガJのみ登場。
- 89式5.56mm小銃 - ノーマルおよび改バージョンの2種。
- 5.56mm機関銃MINIMI
- 対人狙撃銃 - ※ボルトアクション。モデル不明。
- PSG1
- AKS-74U

## 個人携行品および装備
- 迷彩服2型
- 個人通信機
- 暗視ゴーグル
- タクティカルベスト
- ノーメックス・フライトグローブ
- カモフラージュ・スティック（迷彩用ドーラン）
- 弾薬
- 手榴弾
- クレイモア対人地雷

## 展開および輸送手段
- C-130 - 航空自衛隊機。
- UH-60
- CH-53 - 米軍将官から、員数外の機体を贈与された
- V-22
- 海上自衛隊護衛艦および潜水艦

## 物語の着想
1991年当時、小林源文が旅行へ出向いたコロンビアの隣国ペルーにてセンデロ・ルミノソによるJICAの日本人職員殺害事件が起きた。このとき日本政府は遺憾の意を表明するだけで指をくわえて見ているだけであった。小林はこの事件、そして当時の日本政府の対応に「日本人の安全と日本国の権益を守るのは誰なのか」と疑問を感じる（オメガ7 vol3あと書きより意訳）。
日本に脅威を与え、日本人の命を奪う国家、テロ組織へ日本が直接的な軍事制裁を与えることのできる組織の必要性。
それが自衛隊「非公然」特殊部隊オメガという作品の着想につながったのであった。
作品中、小林源文と同姓でオメガ部隊を実質的に指揮する陸上幕僚監部の小林陸将は、日本が本気で介入し軍事報復したことを相手国やテロ組織に誇示するため、自衛隊の制式小銃である89式を投入させたり、小松が現場に自衛隊PKO部隊章を意図的に残すなど日本の組織が関与したとはっきりとわからせる場面が垣間見られる。そこに作者である小林源文の明確な意図が読み取れる。

## 関連作品
- 『バトルオーバー北海道』
ソ連軍が西ヨーロッパ諸国と北海道に侵攻を開始。中村が腕のいい機甲科砲手として登場。
- 『第2次朝鮮戦争 ユギオII』
架空の第二次朝鮮戦争を扱った作品であるがオメガも登場し、日本に潜入した北朝鮮工作員との戦闘や、逆に北朝鮮に侵攻しての核ミサイル基地爆破など活躍が描かれている。
- 『レイド・オン・トーキョー』
日本に成立した左派政権の策謀によってソ連軍が進駐して来る中、日本国家の独立と主権を守るべく、自衛隊が超法規的に抗戦を開始。陸上自衛官である佐藤と中村が登場し、会計科の佐藤2尉は配属されてから電卓以外持ったことがないほどの事務方であったが、急遽普通科隊を指揮する役を任されて新潟県の最前線に赴き、次第に戦場の狂気に染められていく。左頬の傷は、この戦闘の際に負ったものである。一方の中村は第一空挺団に所属し、ごく普通の青年として描かれ、宮城前や警視庁、国会議事堂など東京都心における攻防戦に参加している。
- 『平成維新―戦う自衛隊―』
小林作品の短編集。自衛隊幹部による武力クーデターの陰で佐藤と中村が鎮圧工作に活躍する『平成維新』、南米某国で起きた邦人誘拐事件解決のためオメガの原型となる日本特殊部隊が出動する『LA SALIDA DEL SOL』などが収録（『LA SALIDA DEL SOL』は日本出版社発刊の『日米決戦2025』にも収録されている）。
- 『劇画ガールズ＆パンツァー』
最終話に小松、平岡、田中が登場する。作戦内容と目標は不明。

## 書籍情報
- 『オメガ7―自衛隊特殊コマンド部隊 (創生編) 』（日本出版社、1994年6月) ISBN 978-4890484089
- 『オメガJ―Omega force Japan 』（集英社、1997年9月) ISBN 978-4087820812
- 『オメガ7―自衛隊特殊部隊 』（再版、ソフトバンク パブリッシング、2002年9月) ISBN 978-4797321647
- 『オメガJ―Omega force Japan 』（再版、学研、2003年7月28日) ISBN 978-4056031331
- 『OMEGA7 Vol.2 』（ソフトバンク クリエイティブ、2006年5月31日) ISBN 978-4797336474
- 『OMEGA7 Vol.3 』（ソフトバンク クリエイティブ、2007年7月15日) ISBN 978-4797343465
- 『OMEGA7 Vol.4 』（ソフトバンク クリエイティブ、2014年3月28日) ISBN 978-4797374520
- 『OMEGA7 Vol.5 』（ソフトバンク クリエイティブ、2014年11月20日) ISBN 978-4797380033
- 『平成維新―戦う自衛隊―』（日本出版社、2000年4月15日) ISBN 978-4890484294